# Le Merzer
Le Merzer település Franciaországban, Côtes-d’Armor megyében. Lakosainak száma 974 fő (2022. január 1.). Le Merzer Goudelin, Saint-Agathon, Saint-Jean-Kerdaniel, Bringolo és Pommerit-le-Vicomte községekkel határos.

## Népesség
A település népességének változása:
| Lakosok száma | 608  | 700  | 715  | 831  | 973  | 977  | 959  | 947  | 946  | 974  |
|               | 1968 | 1982 | 1990 | 2006 | 2013 | 2015 | 2017 | 2019 | 2020 | 2022 |